# Astatowodór
Astatowodór, HAt – nieorganiczny związek chemiczny, połączenie astatu i wodoru, najcięższy znany halogenowodór. Ze względu na krótkie okresy półtrwania wszystkich izotopów astatu (maksymalnie około ośmiu godzin) oraz trudne do uniknięcia utlenianie At−
 jest słabo poznany i nie ma znaczenia praktycznego.
Z obliczeń teoretycznych wynika, że astatowodór powinien mieć właściwości przewidywane przez ekstrapolację danych dla pozostałych halogenowodorów – na przykład powinien być mniej trwały od jodowodoru. Obliczona długość wiązania H−At wynosi około 1,7 Å.
Przypuszcza się, że otrzymanie astatowodoru na skalę preparatywną powinno być możliwe przez potraktowanie stałych astatków (MI
At) nielotnym kwasem nieutleniającym, przykładowo H
3PO
4, i odparowanie powstałego HAt. Spekulacje te oparte są na zaobserwowanej lotności astatu (prawdopodobnie w wyniku powstawania HAt) z roztworów zawierających aniony astatkowe At−
.
Jony HAt+
 zostały zaobserwowane na widmach masowych astatu, prawdopodobnie jako wynik hydrolizy tego pierwiastka przez zanieczyszczenie gazu nośnego parą wodną. H217
At został otrzymany w skali wystarczającej do badań chemicznych w wyniku rozpadu izotopu 225
At umieszczonego w stearynianie lantanu. Uzyskany astatowodór, po oczyszczeniu od innych gazowych produktów na aktywowanej platynie w temperaturze 27 °C, został wykorzystany do badania mechanizmu reakcji halogenowodorów z innymi halogenami (reakcje halogenowodorów lżejszych od HAt nie dawały jednoznacznych wyników). Zaobserwowano transfer atomu wodoru do reagującego atomu halogenu, natomiast nie stwierdzono powstawania związków międzyhalogenowych, na przykład:
zachodzi: Cl + HAt → HCl + At
nie zachodzi: Cl + HAt → H + AtCl